# Pedro Gonzales Zavala
Pedro Gonzales Zavala (Lima, 19 de mayo de 1943) es un exfutbolista peruano que jugaba en la posición de marcador de punta y en algunas ocasiones también se desempeñó como volante de apoyo.
Hizo su debut en el Porvenir Miraflores, pasó la mayor parte de su carrera en Universitario de Deportes. También vistió las camisetas del Defensor Lima y Sport Boys donde se retiró.

## Biografía
Sus padres fueron Norberto y Eusebia, es el quinto de nueve hermanos. 
Está casado hace cincuenta y tres años con Carmen Rosa Navarrete Lengua, tiene tres hijos: Martina Rosa, Guillermo Pedro y Grimaldo Alexis. 
Trabajó más de veinte años en el Banco Agrario (dos etapas) y otros veinte años en la Federación Peruana de Fútbol. 
Es abuelo de Thaís Gabriela y Joshua Martín.

## Trayectoria
Se inició en las menores del Atlético Lusitania de Barrios Altos al lado de Rubén Correa. En 1961 pasó a formar parte de los juveniles del Sporting Cristal.
Debutó en la primera división del Perú en 1963 por el Porvenir Miraflores. En 1964 pasó a Universitario de Deportes, donde logró los campeonatos de 1964, 1966, 1967 y 1969. 
En 1967 los cremas ganaron a River Plate y Racing Club en el mismo Buenos Aires, el 13 y 15 de junio de ese año, quedaron a un paso de llegar a la final de esa edición de la Copa al perder un partido de desempate con Racing Club, en Chile.
En Universitario de Deportes tuvo como entrenadores al gran Marcos Calderón, al brasilero Paulo Bueno y al uruguayo Roberto Scarone.

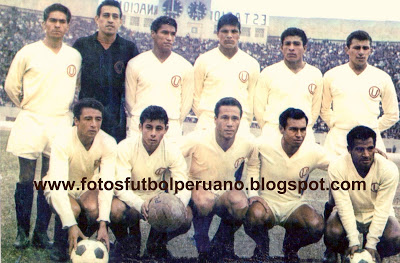
Universitario de Deportes (1967)

## Selección peruana
Fue internacional con la selección de fútbol del Perú en dieciséis ocasiones. Participó en el Mundial de México 1970, donde la selección peruana ocupó el sétimo lugar. Fue titular en los partidos frente a Marruecos y Alemania. Debutó con la camiseta nacional en julio de 1967, enfrentando a la selección de Uruguay y formó parte del seleccionado peruano que eliminó a Argentina en la fase de clasificación para la Copa Mundial de Fútbol de 1970. 
Su nombre, junto al de sus compañeros, quedó inmortalizado en la polka Perú campeón, compuesta por Félix Figueroa en agosto de 1969, e interpretada por el dúo los Ases del Perú (Oswaldo Campos y Eddy Martínez). También integró el plantel peruano que disputó las clasificatorias para el Mundial de Alemania 1974.

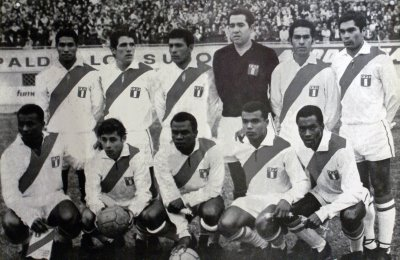
Selección peruana (1970)

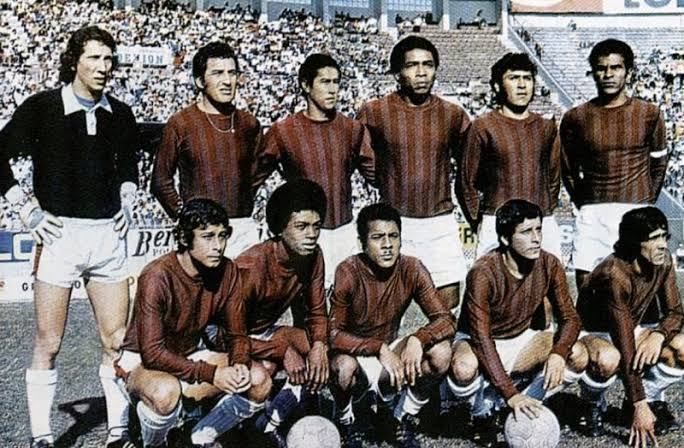
Defensor Lima campeón (1973)

### Participaciones en Copas del Mundo
| Mundial                        | Sede   | Resultado        | Part. | Goles |
| ------------------------------ | ------ | ---------------- | ----- | ----- |
| Copa Mundial de Fútbol de 1970 | México | Cuartos de final | 2     | 0     |

## Clubes
| Club                      | País | Año       |
| ------------------------- | ---- | --------- |
| Porvenir Miraflores       | Perú | 1963      |
| Universitario de Deportes | Perú | 1964-1971 |
| Defensor Lima             | Perú | 1971-1974 |
| Sport Boys                | Perú | 1975      |

## Palmarés

#### Campeonatos nacionales
| Título                    | Club                      | País | Año  |
| ------------------------- | ------------------------- | ---- | ---- |
| Primera división del Perú | Universitario de Deportes | Perú | 1964 |
| Primera división del Perú | Universitario de Deportes | Perú | 1966 |
| Primera división del Perú | Universitario de Deportes | Perú | 1967 |
| Primera división del Perú | Universitario de Deportes | Perú | 1969 |
| Primera división del Perú | Defensor Lima             | Perú | 1973 |